# Landgericht Levico

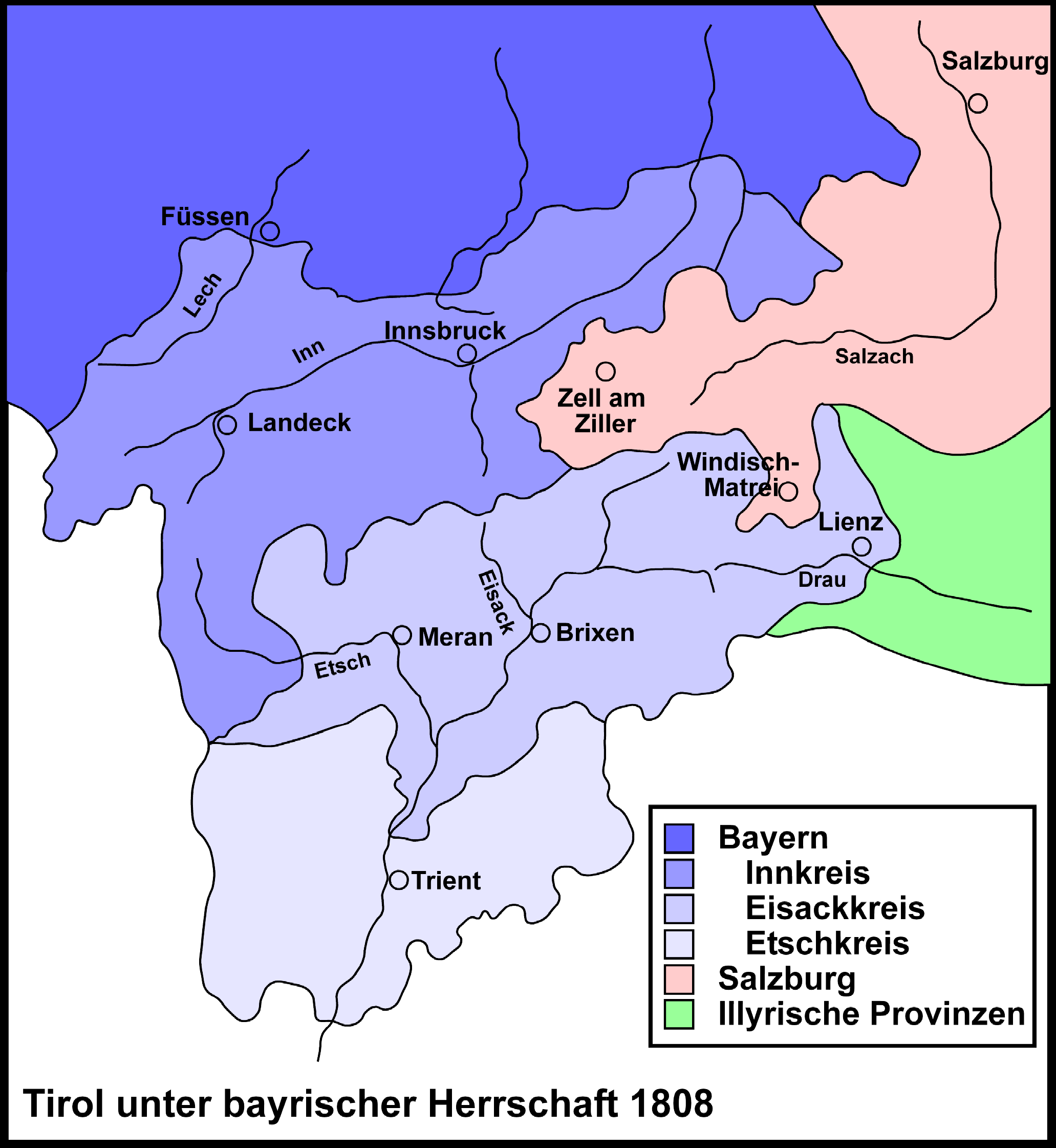
Das Landgericht Levico im Etschkreis 1808

Das Landgericht Levico war ein von 1805 bis 1810 bestehendes bayerisches Landgericht älterer Ordnung mit Sitz in Levico Terme (deutsch veraltet Löweneck) im Trentino. Die Landgerichte waren im Königreich Bayern Gerichts- und Verwaltungsbehörden.
Im Jahr 1805 wurde nach dem Frieden von Pressburg im Verlauf der Verwaltungsneugliederung Bayerns das Landgericht Levico errichtet. Dieses wurde nach der Gründung des Königreichs Bayern dem Etschkreis zugeschlagen, dessen Hauptstadt Trient war. 1810 wurde der Etschkreis an das napoleonische Königreich Italien abgetreten.

## Beamte des Landgerichts
Die Namen der Beamten des Landgerichts Levico im Jahr 1809 lassen sich aus dem Königlich-Baierischen Regierungsblatt entnehmen.
- Erster Assessor: Peter Rosmini
- Zweiter Assessor: Karl Rigotti
- Aktuar: Nikolaus Valentini